# Кіевскій телеграфъ
«Кіевскій телеграфъ» — украинская еженедельная общественно-политическая газета с региональными приложениями «Харьковский телеграфъ», «Одесский телеграфъ», «Приднепровский телеграфъ». Выпускалась информационно-издательской группой «Телеграфъ» с февраля 2000 по декабрь 2010 года.
В 2001 году газета победила в номинации «Периодическое издание года». В 2002, 2004 и 2006 годах «Журналистами года» были признаны сотрудники газеты Александр Юрчук, Ирина Гаврилова и Владимир Скачко.
В 1859—1876 годах в Киеве выходила одноимённая газета, преемником которой позиционировал себя «Кіевскій телеграфъ».

## История
Газетный проект «Кіевскій телеграфъ» запустил в 2000 году журналист и издатель Максим Павленко. При нем издание носило умеренно-либеральный характер.  

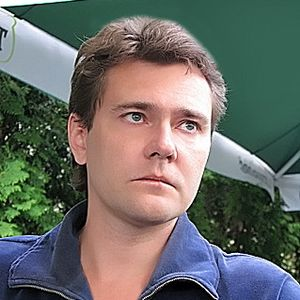
Руководитель проекта «Кіевскій телеграфъ» (в 2000—2003 гг.) Максим Павленко

В 2001 году на базе газеты создана информационно-издательская группа «Телеграфъ».
К маю 2003 года группа уже являлась одним из наиболее крупных и влиятельных медиа-холдингов Украины. В ее состав, помимо газеты «Кіевскій телеграфъ», входили еженедельные региональные приложения «Харьковский телеграфъ», «Одесский телеграфъ», «Приднепровский телеграфъ», ежемесячное приложение «Православный мир», интернет-проекты "Версии" и "Телеграф". Был также заключен договор с Российским информационным агентством «Новости» о выпуске еженедельного приложения «Российский вестник» к газете «Кіевскій Телеграфъ».
16 июля 2003 года Максим Павленко покинул пост председателя правления ИИГ «Телеграфъ» из-за разногласий с акционерами по вопросам стратегии развития группы. В 2004 году правление ИИГ «Телеграфъ» возглавил экс-пресс-секретарь Премьер-министра Украины Виктора Януковича Тарас Аврахов.
Почетным президентом ИИГ "Телеграфъ" являлся депутат Верховной Рады Украины Андрей Деркач.

Главный редактор газеты «Кіевскій телеграфъ» (в 2000 г.) Сергей Киселёв

В бумажном виде газета «Кіевскій телеграфъ» выходила 554 раза. Тираж издания колебался от 30000 до 37500 в неделю. Номер № 52 (554) от 24 декабря 2010 года стал последним.

### Главные редактора
2000 год — Сергей Киселёв.
2000—2001 гг. — Виктор Слезко.
2001—2002 гг. — Сергей Мустафин.
2002—2010 гг. — Владимир Скачко.

### Ведущие авторы
- Писатели: Александр Анисимов, Дмитрий Быков, Сергей Киселёв, Александр Шлаен[19][20][15][21].

- Политологи: Владимир Золоторев, Александр Юрчук[22][23].

- Журналисты: Ирина Гаврилова, Богдан Радченко[24][25].

### Резонансные публикации
В 2001-2002 гг. журналисты издания Сергей Мустафин и Максим Павленко опубликовали серию материалов, в рамках расследования нелегальной торговли украинским оружием в 1990-х. 
По его результатам, 7 марта 2002 года, появилось открытое обращение руководителей ряда СМИ к Президенту Украины Леониду Кучме с требованием отправить в отставку Секретаря Совета национальной безопасности и обороны Украины Евгения Марчука.

## Оценки, критика
- «Детектор медіа» в публиции «Украинский масс-медийный раздел» (23.09.2002) отмечал, что «Кіевскій телеграфъ» — «респектабельный русскоязычный политический еженедельник. Позиционирует себя как орган „новой элиты“, по качеству журналистики — кажется, лучший на сегодняшний день. Насколько успешен тиражно — судить трудно, но из новых проектов — самый успешный»[23].
- Движение «Чесно» охарактеризовало последнего главного редактора издания Владимира Скачко как «антиукраинского публициста, пророссийского пропагандиста»[30].